# Estación de Ulsan
La estación de Ulsan (en hangul, 울산역; en hanja, 蔚山驛; romanización revisada, Ulsan-yeok; McCune-Reischauer, Ulsan yŏk) es una estación de ferrocarril de alta velocidad de Corea del Sur ubicada en Samnam-myeon, Ulju-gun. Está en el ferrocarril de alta velocidad de Gyeongbu y se llama Estación Ulsan con el subnombre Tongdosa, que se encuentra en Yangsan, cerca del centro de Ulsan desde la estación. La actual estación de Ulsan en Samsan-Dong, Nam-gu ha sido renombrada como estación de Taehwagang.

## Historia
La estación de Ulsan no estaba planeada en la segunda fase del ferrocarril de alta velocidad de Gyeongbu, aunque Ulsan es una de las ciudades metropolitanas. Pero tras constantes peticiones civiles, el presidente Roh Moo-hyun apeló a una reacción positiva, y la estación se agregó al plan desde el 14 de noviembre de 2003. Como resultado, se convirtió en el caso más exitoso de la segunda fase del ferrocarril de alta velocidad de Gyeongbu.

### Disputa de nombre
El subnombre de la estación de Ulsan es Tongdosa, el templo ubicado en Yangsan, no en Ulsan. Algunos cristianos no estaban de acuerdo con el subnombre, argumentando que es un problema religioso. Pero Korail hizo una votación y resultó que 7 de los 9 comités estuvieron de acuerdo con el subnombre 'Tongdosa'. No obstante, el subnombre no se había mostrado en la estación hasta 2012.